# Сен Лоран дю Вар
Сен Лоран дю Вар (на френски: Saint-Laurent-du-Var) е град и община в департамента Алп Маритим в региона Прованс-Алпи-Лазурен бряг на Френската Ривиера. Според преброяването през 2020 г. населението на Сен Лоран дю Вар е 30 141 души.

## История
Градът е основан през 11 век, когато е основан хоспис под закрилата на Свети Лорънс. Основната дейност му е да помогне на пътниците да прекосят река Вар, който става граница между Кралство Франция и графство Ница през 1481 г.

## География
Сен Лоран дю Вар е второто по големина предградие на град Ница, след Кан сюр Мер, в градската агломерация на Ница Кот д'Азур. В днешно време градът се е развил много и населението му се е увеличило десетократно през XX век и сега е част от столичния район на Ница.
Позиционирането на предградието, близо до Ница и с изобилие от равнини, което е рядък ресурс в този регион, води до развитие на индустриалната зона и на най-големия мол в района – CAP 3000.
Развитието му като курортен център включва яхт клуб, плажове и множество ресторанти и барове покрай крайбрежната алея „Сини вълни“ (Flots Bleus).

## Транспортна свързаност
Сен Лоран дю Вар се намира близо до летище „Ница Кот д'Азур“, в източната част на река Вар. Градът също има пристанище, възел на магистрала A8 и жп гара на линията Марсилия-Тулон-Ница-Вентимиля.
- Изглед откъм океана
- Изглед край река Вар
- Хотел „Холидей Ин“

## Побратимени градове
- Германия – Ландсберг ам Лех
- Унгария – Шиофок
- Германия – Валдхайм
- Франция – всички френски градове, наречени „Сен Лоран“ (95 в Метрополна Франция)
- Френска Гвиана – Сен Лоран дю Марони